# Carl Ferdinand Degen
Carl Ferdinand Degen (Braunschweig, 1 november 1766 - 8 april 1825) was een Deens opvoeder en wiskundige.

## Leven
Hij volgde zijn basis- en voortgezet onderwijs onder toezicht van zijn vader, die violist was.
Vanaf 1783 studeerde hij rechten, theologie en talen.
Na de universiteit werd hij de leraar van prins Christian, de toekomstige koning Christian VIII van Denemarken.
In 1798 promoveerde hij in de filosofie.
Hij was leraar aan de scholen in Odense en Viborg en hoogleraar aan de universiteit van Kopenhagen.

## Werk
Hij loste de onbepaalde vergelijking op:
{\displaystyle y^{2}=x^{2}+1.}
Naar hem is de acht-kwadratenidentiteit van Degen genoemd. Deze ontdekte hij in 1818 als eerste.

## Geschriften
- 1791: Dissertatio qua existentia vacui evincitur;
- 1799: Pädagogische Aphorismen;
- 1812: De ratione qua analysin atque synthesin intercedat.